# 张守仁
张守仁（1550年—1598年），字立仁，明朝医学家，嘉靖、万历年间以医术闻名于世，人称“张一帖”，因一帖药剂即见效而得名，是新安医学的代表人物。
他历经30余年研制出一种粉状药剂“末药”称为“十八罗汉”，由杵砂仁、广木香、白术、苍术、焦山楂等18种药材制成。